# Sabulodes nubifera
Sabulodes nubifera är en fjärilsart som beskrevs av William Schaus 1911. Sabulodes nubifera ingår i släktet Sabulodes och familjen mätare. Inga underarter finns listade.